# NGC 5806
NGC 5806 ist eine Balkenspiralgalaxie vom Hubble-Typ SBb im Sternbild Jungfrau auf der Ekliptik. Sie ist schätzungsweise 61 Millionen Lichtjahre von der Milchstraße entfernt und besitzt einen aktiven Kern.
Entdeckt wurde das Objekt am 24. Februar 1786 von William Herschel.

## NGC 5806-Gruppe (LGG 392)
| Galaxie   | Alternativname | Entfernung/Mio. Lj |
| --------- | -------------- | ------------------ |
| NGC 5806  | PGC 53578      | 61                 |
| NGC 5811  | PGC 53597      | 69                 |
| NGC 5838  | PGC 53862      | 60                 |
| NGC 5839  | PGC 53865      | 55                 |
| NGC 5845  | PGC 53901      | 66                 |
| PGC 53683 | UGC 9661       | 56                 |